# Hugo de Garis

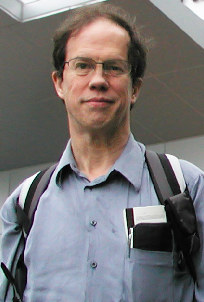
Hugo de Garis (2006)

Hugo de Garis (* 1947 in Sydney, Australien) ist ein pensionierter Forscher auf dem Gebiet der künstlichen Intelligenz (KI). Bekanntheit erlangte er in den 1990er Jahren durch seine Arbeiten über den Einsatz genetischer Algorithmen zur Entwicklung künstlicher neuronaler Netze unter Verwendung dreidimensionaler zellulärer Automaten in Field Programmable Gate Arrays. Er behauptete, dass dieser Ansatz die Schaffung von künstlichen Gehirnen ermöglichen werde, die das menschliche Intelligenzniveau schnell übertreffen würden.

## Leben und Werk
Von Februar 1993 bis Januar 2000 war de Garis Leiter der Brain Builder Group in der Abteilung für evolutionäre Systeme bei ATR Labs in Kyoto, Japan.
Im September 2001 wurde Dr. de Garis Professor für Informatik an der Utah State University in Logan, Utah, USA.
Seit 2002 hat de Garis mehrere Arbeiten über evolutionäre Algorithmen mitverfasst.
Er ist davon überzeugt, dass das topologische Quantencomputing die Informatik revolutionieren werde, und hofft, dass seine Lehrtätigkeit seinen Studenten helfen werde, die Prinzipien zu verstehen.
Im Jahr 2008 erhielt de Garis ein Stipendium in Höhe von drei Millionen chinesischen Yuan (ca. 420.000 Euro), um als Teil der Brain Builder Group an der Universität Wuhan ein künstliches Gehirn für China zu bauen (China Brain Project).
Hugo de Garis ging 2010 in den Ruhestand. Davor war er Direktor des Labors für künstliche Gehirne an der Universität Xiamen in China.
Im Jahr 2013 studierte er Mathematik und Physik auf Doktoratsniveau und plant, im Rahmen seiner Webserie „degarisMPC“ in den nächsten 20 Jahren 500 kostenlose Vorlesungsvideos für Hochschulabsolventen zu veröffentlichen.

## The Artilect War
De Garis geht davon aus, dass ein Krieg mit Milliarden von Toten vor Ende des 21. Jahrhunderts nahezu unvermeidbar sei, da ihm zufolge KI-Systeme den Menschen bald in jedem Bereich intellektuell übertreffen und dadurch das Potenzial dazu haben würden, die Weltherrschaft zu erlangen.
Dies werde, so de Garis, dazu führen, dass sich innerhalb der Menschheit zwei Gruppen herausbilden werden, die sogenannten „Cosmists“, die die Entwicklung einer solchen KI, die er Artilect (artificial intellect) nennt, und die dazu nötige Forschung in der Hoffnung unterstützen, dass diese die größten Probleme der Menschheit lösen wird, und die „Terrans“, die den Aufbau einer solchen KI ablehnen und verhindern wollen, da sie fürchten, dass diese die Menschheit unterwerfen oder sogar ausrotten wird.
Das von Garis postulierte Szenario wurde von einigen KI-Forschern kritisiert, darunter Chris Malcolm, der die Vorstellung als „unterhaltsame Science-Fiction-Horrorgeschichte, die zufällig die Aufmerksamkeit der populären Medien auf sich gezogen hat“ bezeichnete.
Der Futurologe Raymond Kurzweil geht davon aus, dass, falls es zu einem Konflikt zwischen besagten zwei Gruppen kommen sollte, „[...] die weitaus überlegene Intelligenz der Artilect-Gruppe die Terrans schnell besiegen würde“.

## Schriften
- de Garis, Hugo (28. Februar 2005). The Artilect War: Cosmists vs. Terrans: A Bitter Controversy Concerning Whether Humanity Should Build Godlike Massively Intelligent Machines. ETC Publications. S. 254. ISBN 978-0-88280-153-7.
- de Garis, Hugo (18. März 2010). Multis and Monos : What the Multicultured Can Teach the Monocultured : Towards the Creation of a Global State. ETC Publications. S. 514. ISBN 978-0-88280-162-9.
- de Garis, Hugo (November 2010). Artificial Brains : An Evolved Neural Net Module Approach. World Scientific. S. 400. ISBN 978-981-4304-28-3.